# Почётные граждане Ростова-на-Дону
Почётный гражданин города Ростова-на-Дону — почётное звание, являющееся высшим знаком признательности жителей города.

## Общие данные
Звание присваивается следующим категориям граждан:
- деятелям различных сфер, проживающим непосредственно в самом городе и внесшим большой вклад в экономическое, социальное и духовное развитие города, снискавшим широкую известность и уважение его жителей;
- уроженцам Ростова-на-Дону, чья многолетняя деятельность в какой-либо сфере получила государственное либо международное признание;
- гражданам Российской Федерации или других государств, имеющих выдающиеся заслуги перед городом.

Представлять к званию могут трудовые коллективы (независимо от формы собственности), общественные, религиозные, политические, профсоюзные организации, городская и районные администрации, городская Дума и лично мэр Ростова-на-Дону.
Звание может присваиваться не более двум людям в год в канун празднования Дня Города. Решение о присвоении принимается на заседании городской Думы, и во исполнение этого решения мэр города издаёт постановление о присвоении звания. Почётному гражданину вручаются нагрудный знак, диплом, удостоверение и премия в размере десяти минимальных размеров оплаты труда. Вручение производится лично мэром города в торжественной обстановке.
Почётный гражданин города Ростова-на-Дону имеет право на:
- освобождение от оплаты коммунальных услуг и платы за квартиру его и членов его семьи, проживающих совместно с ним;
- бесплатный проезд внутригородским транспортом (трамвай, троллейбус, автобус) и ежемесячное разовое использование служебного легкового автомобиля администрации города по предварительному заказу;
- бесплатное обеспечение лекарствами, приобретёнными по рецептам врача в соответствии с Перечнем жизненно необходимых и важнейших лекарственных средств;
- бесплатную путевку в санаторий один раз в год, получаемую через органы социальной защиты населения, при наличии медицинских показаний и на основании заявления;
- бесплатное погребение за счёт городского бюджета после смерти.

## Список Почётных граждан Ростова-на-Дону

### Российская империя
- Баранов, Иван Андреевич — купец 1-й гильдии.
- Бублиев, Иван Григорьевич — купец 1-й гильдии.
- Диамантиди, Константин Дмитриевич — персидский и уругвайский консул, вице-консул Аргентины, директор попечительского комитета по тюрьмам.
- Мыльцин, Фёдор Иванович — директор городского Общественного банка.
- Панин, Николай Александрович — купец 1-й гильдии.
- Панченко, Иван Степанович — купец 1-й гильдии.
- Попов, Кирилл Михайлович — городской голова Ростова-на-Дону.
- Ходяков, Яков Осипович — купец 1-й гильдии.
- Чурилин, Николай Иванович — купец 1-й гильдии.
- Штром, Александр Михайлович — председатель правления Ростовского Общества взаимного кредита.

### СССР
- Будённый, Семён Михайлович — трижды Герой Советского Союза, Маршал Советского Союза.
- Ворошилов, Климент Ефремович — Герой Советского Союза, дважды Герой Социалистического Труда, Маршал Советского Союза.
- Горшков, Сергей Ильич — генерал-лейтенант, в годы Великой Отечественной войны — командир 5-го Донского кавалерийского корпуса.
- Жуковец, Валентина Иосифовна — Герой Социалистического Труда, бригадир маляров-отделочников треста «Спецотделтяжстрой».
- Колесников, Пётр Кондратьевич — Герой Социалистического Труда, стропальщик завода «Ростсельмаш».
- Мадоян, Гукас Карапетович — Герой Советского Союза, подполковник.
- Никулина, Евдокия Андреевна — Герой Советского Союза, гвардии майор.
- Поляков, Иван Тимофеевич — Герой Социалистического Труда, газогенераторщик комбината «Рабочий».
- Воронин, Василий Петрович- Герой Социалистического Труда, советский промышленный и партийный деятель.

### Россия
- Абоян, Игорь Артёмович — учёный-уролог, доктор медицинских наук.
- Балаев, Георгий Михайлович — композитор.
- Бондаренко, Иван Афанасьевич — Герой Социалистического Труда.
- Бушнов, Михаил Ильич — народный артист СССР.
- Вартанян, Геворк Андреевич — Герой Советского Союза, разведчик.
- Головец, Борис Иванович — экс-первый секретарь Ростовского городского комитета КПСС.
- Жданов, Юрий Андреевич — член-корреспондент РАН, доктор химических наук, профессор.
- Казанцев, Виктор Германович — Герой Российской Федерации, генерал армии, полпред Президента РФ по Южному федеральному округу.
- Коваленко, Пётр Петрович — член-корреспондент РАМН, профессор.
- Колесников, Владимир Иванович — ректор Ростовского государственного университета путей сообщения.
- Колотилова, Галина Николаевна — заслуженный мастер спорта РФ.
- Коновалов, Георгий Ефимович — экс-председатель исполкома Ростовского городского Совета.
- Котляренко, Фёдор Макарович — экс-начальник Северо-Кавказской железной дороги.
- Нагибин, Михаил Васильевич — промышленный деятель, генеральный директор ОАО «Роствертол».
- Песков, Юрий Александрович — Герой Социалистического Труда, генеральный директор ОАО «Ростсельмаш».
- Пивоваров, Николай Дмитриевич — экс-председатель Ростовского облисполкома
- Понедельник, Виктор Владимирович — футболист, член сборной СССР, обладатель Кубка Европы.
- Слюсарь, Борис Николаевич — генеральный директор ОАО «Роствертол».
- Старосельский, Борис Яковлевич — председатель Ростовского городского Совета ветеранов войны и труда.
- Чуб, Владимир Фёдорович — губернатор Ростовской области.